# Metersbonwe
Shanghai Metersbonwe Fashion & Accessories Company Limited (сокращённо Metersbonwe) — китайская компания индустрии моды, которая разрабатывает и продаёт готовую мужскую, женскую и детскую одежду под брендами Meters/bonwe, ME&CITY, ME&CITY Kids, Moomoo, Mixi Di и CH'IN. Контрольный пакет акций принадлежит миллиардеру Чжоу Чэнцзяню.

## История
Компания Metersbonwe Fashion & Accessories была основана в апреле 1995 года бизнесменом Чжоу Чэнцзянем. В 2008 году акции Metersbonwe были зарегистрированы на Шэньчжэньской фондовой бирже. В 2011 году компания достигла своего пика (выручка — 9,94 млрд юаней, чистая прибыль — 1,2 млрд юаней), после чего произошёл значительный спад. В 2015 году состояние семьи Чжоу достигло 26,5 млрд юаней. Пандемия COVID-19 вновь отрицательно сказалась на деятельности компании, продажи сократились с 3,82 млрд в 2020 году до 2,64 млрд юаней в 2021 году.

## Деятельность
По состоянию на конец 2018 года у Metersbonwe Fashion & Accessories была сеть из 4,7 тыс. собственных и франчайзинговых магазинов, расположенных в материковом Китае (к концу 2016 года их насчитывалось более 3,9 тыс.). Основную часть одежды и аксессуаров для брендов группы Metersbonwe шьют крупные китайские OEM-производители. По итогам 2021 года 52 % продаж Metersbonwe пришлись на розничную сеть, 46 % — на оптовые каналы.
В здании штаб-квартиры Metersbonwe в шанхайском районе Пудун расположен Музей моды.

## Акционеры
Крупнейшими акционерами Shanghai Metersbonwe Fashion & Accessories являются Чжоу Чэнцзянь (41,6 %) и Ху Цзяцзя (8,96 %), а также институциональные инвесторы China Southern Asset Management (1,45 %), Da Cheng Fund Management (1,45 %), GF Fund Management (1,45 %), Yinhua Fund Management (1,41 %), Harvest Fund Management (1,38 %), Bosera Asset Management (1,35 %), Zhong Ou Asset Management (1,33 %) и E Fund Management (1,28 %).